# Крис Манби
Крис Манби (на английски: Chris Manby / Chrissie Manby) е английска авторка на бестселъри в жанра чиклит и любовен роман. Пише също и еротични романи под псевдонимите Стефани Аш (Stephanie Ash) и Стела Найтли (Stella Knightley), документалистика като Крис Биман (Chris Byman), романтични трилъри (в стила на Даниел Стийл) като Оливия Дарлинг (Olivia Darling) и Каролин Лейн (Carolyn Lane).

## Биография и творчество
Крис Манби (Криси Манби) е родена през 1976 г. в Англия. Израства в Глочестър. Окуражена от учителката си по английски език, на 14 години, публикува първия си кратък разказ „‘Whatever happened to the wonderful boy I fell in love with“ в „Just Seventeen“ под псевдонима Каролин Лейн. Окуражена от хонорара продължава да пише за списанието, за да се издържа и като студентка. Завършва експериментална психология в Оксфорд.
След дипломирането си се премества в Лондон, където работи на поредица от временни работни места. Докато работи „Prelude Audio Books“, която прави аудиозаписи на „класически“ еротични произведения, среща писателя Дейвид Гарнет, който пише еротика под псевдонима Анжелик. Той я насърчава да пише и ѝ помага да представи ръкописа си на негония издател „Little Brown“.
Първият ѝ еротичен роман „Inspiration“ (Вдъхновение) от поредицата „Екс-Либрис“ е публикуван през 1995 г. под псевдонима Стефани Аш. Сюжетът на книгата описва сексуалните щуротии на група художници в Сейнт Ивс. Следват още 4 романа, с които привлича вниманието на литературен агент. Тя напуска работата си и се посвещава на писателската си кариера.
През 1997 г. е публикуван първия ѝ чиклит роман „Flatmates“ (Съквартиранти).
Големият успех идва през 2000 г. с поредицата „Лизи Джордан“, и романите „Агенция“ за запознанства“ (2002) и „Горещи“ дни в Бодрум“ (2003).
През 2010 г. писателката променя официално името си на Криси, тъй като получава много електронна поща с обръщението „господин Манби“.
Криси Манби живее в Лондон.

## Произведения

### Като Крис Манби

#### Самостоятелни романи
- Flatmates (1997)
- Second Prize (1997)
- Deep Heat (1999)
- Getting Personal (2002)
„Агенция“ за запознанства, изд.: Кръгозор, София (2004), прев. Маргарита Спасова
- Seven Sunny Days (2003)
„Горещи“ дни в Бодрум... с всички екстри, изд.: Кръгозор, София (2004), прев. Маргарита Спасова
Ваканция в Бодрум, изд.: „Санома Блясък“, София (2012), прев. Маргарита Спасова
- Girl Meets Ape (2004)
- Ready or Not (2005)
- The Matchbreaker (2006)
- Marrying for Money (2006) 
Брак по сметка, изд.: „Санома Блясък“, София (2008), прев. Лиляна Ванова
- Spa Wars (2008)
- Crazy in Love (2009)
- Getting Over Mr. Right (2010)
- What I Did on My Holidays (2011)
- Kate's Wedding (2011)
- A Fairytale for Christmas (2016)
- The Worst Case Scenario Cookery Club (2017)
- Once in a Lifetime (2018)

#### Серия „Лизи Джордан“ (Lizzie Jordan)
1. Lizzie Jordan's Secret Life (2000)
2. Running Away from Richard (2001)

#### Серия „Семейство Пропър“ (Proper Family)
1. A Proper Family Holiday (2014)
2. A Proper Family Christmas (2014) – издаден и като „A Proper Family Adventure“
3. A Wedding at Christmas (2015)
4. Falling Leaves and Fireworks (2016)
5. Top Of The Naughty List. (2017)

#### Новели
- Just In Case (2014)
- The Snow Baby (2014)
- The Christmas List (2015)

#### Разкази
- Shopping (2000)

#### Сборници
- Girls' Night in (2000) – с Джесика Адамс, Мег Кабът, Кати Кели, Мариан Кийс, Софи Кинсела, Сара Миновски, Фрея Норт, Фиона Уолкър и Джен Уайнър
- Flatmates / Deep Heat (2000)
- American Girls About Town (2004) – със Синди Чупак, Лорън Хендерсън, Сара Миновски, Адриана Триджияни, Дженифър Уайнър и Лорън Уайзбъргър
- Seashells and Other Stories (2015)

#### Документалистика
- Writing for Love (2012)

### Като Стефани Аш

#### Самостоятелни романи
- The First Kiss (2011)
- One More Kiss (2011)

#### Серия „Екс-Либрис“ (X Libris Series)
1. Inspiration (1995)
2. Musical Affairs (1996)
3. Blue Notes (1997)
4. Sunkissed (1998)
5. Private Parties (2000)

#### Сборници
- Erotica Omnibus Five (2003) – с Ема Алън и Зара Девъроу

### Като Оливия Дарлинг

#### Самостоятелни романи
- Vintage (2008)
- Priceless (2009)
- Temptation (2010)

### Като Стела Найтли

#### Серия „Скрити жени“ (Hidden Women)
1. The Girl Behind The Mask (2013)
2. The Girl Behind the Fan (2013)
3. The Girl Behind The Curtain (2013)